# St. Gangolf (Hiddenhausen)

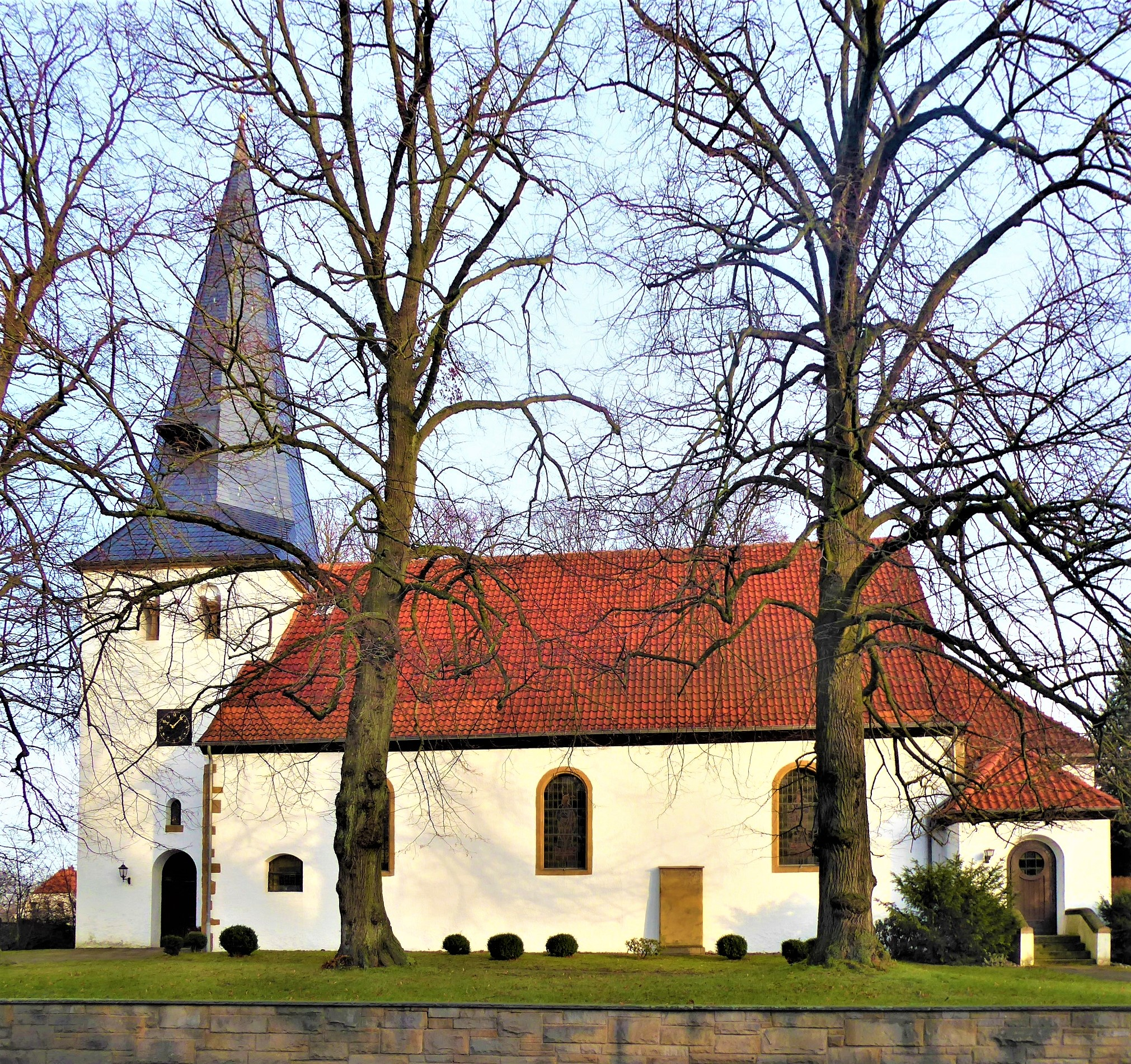
Evangelisch-lutherische Pfarrkirche St. Gangolf in Hiddenhausen

St. Gangolf in Hiddenhausen im Kreis Herford gehört zur evangelisch-lutherischen Kirchengemeinde Hiddenhausen.

## Geschichte
St. Gangolf ist eine der ältesten Kirchen Ostwestfalens und stand vermutlich auf einem Sattelmeierhof, der jedoch nicht erhalten geblieben ist. Der aus Holz errichtete Vorgängerbau der heutigen Kirche bildete vermutlich die Hofkapelle. 
Die Kirche war zunächst Filiale der Bünder St. Laurentiuskirche. Der steinerne Turm diente dem Hof als Wehr- und Speicherturm und ist der älteste Teil der Kirche. Er wurde wahrscheinlich im Kern um das Jahr 800 errichtet. In romanischer Zeit wich der hölzerne Saal einem fast quadratischen Steinbau, der seit 1696 das heutige Maß hat. Im Dreißigjährigen Krieg verwüstet, wurde die Kirche bis 1665 wieder aufgebaut und in den Jahren darauf mit barockem Inventar (unter anderem einer Kanzel und einem Taufbecken von 1673 sowie einer Orgel von 1722) ausgestattet. 
Bereits um 1530 wurde in Hiddenhausen lutherisch gepredigt, doch konnte sich die Reformation zunächst nicht erfolgreich durchsetzen. Dies gelang abschließend erst um 1647/50 mit der Einführung der neuen Konsistorialverfassung durch den brandenburgischen Kurfürsten.
1911, 1940 und 1956 wurde die Kirche umgebaut bzw. renoviert. So wurden die Emporen und Eingänge umgestaltet. Sehenswert im Inneren sind die Turmuhr von 1884, der spätgotische Altar von 1520 mit der Gangolfsfigur sowie zahlreiche Bildtafeln. Hinter dem Orgelprospekt von 1722 befindet sich heute eine moderne Kleuker-Orgel aus dem Jahr 1971.

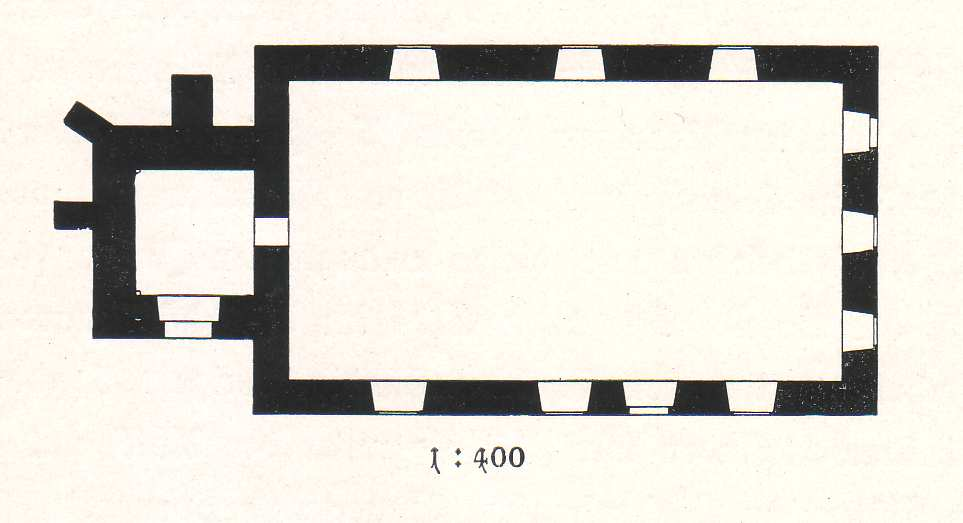
Grundriss von St. Gangolf.
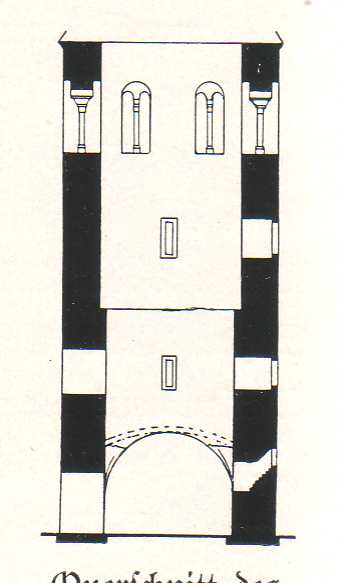
Längsschnitt des romanischen Turms.
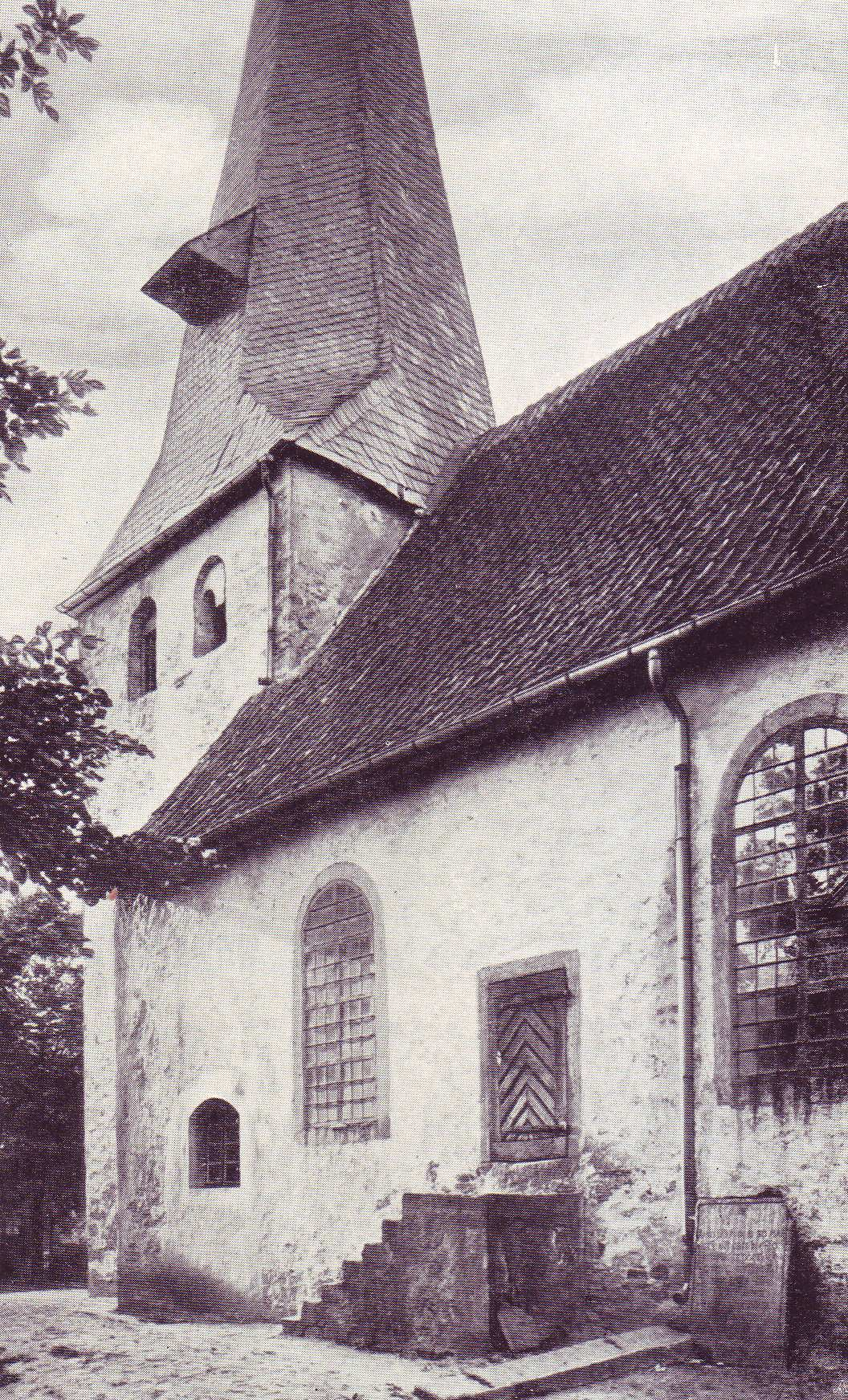
Blick zum Turm um 1908.